# Josef Pilnáček
Josef Pilnáček (9. února 1883, Černá Hora u Brna – 21. února 1952, Vídeň) byl moravský historik a genealog.

## Život

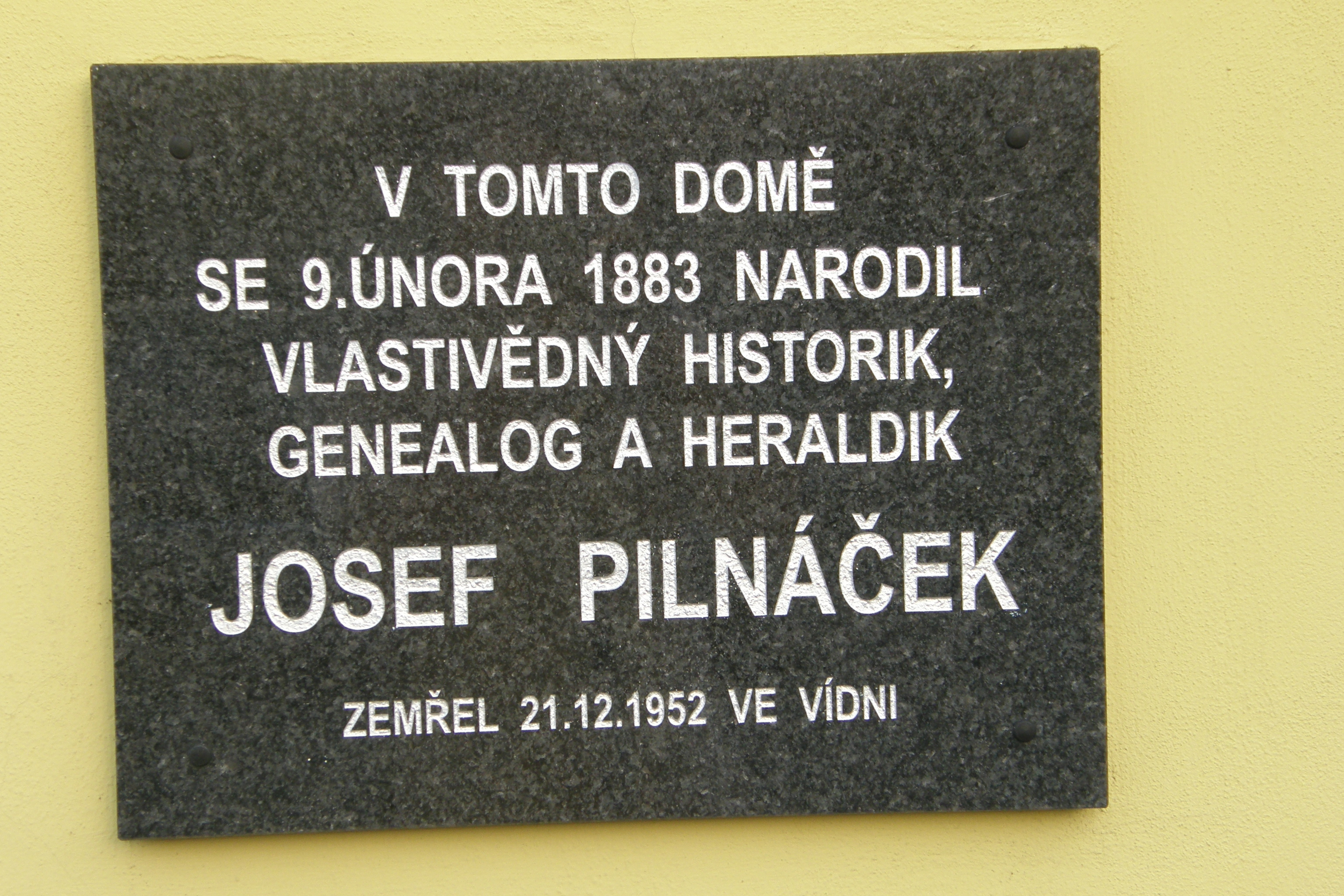
Pamětní tabule na rodném domě Josefa Pilnáčka v Černé Hoře

Narodil se jako nejmladší syn ze 4 dětí Josefa Pilnáčka, řezníka a pololáníka. Jeho matka, rozená Přibylová, pocházela z Jestřebí. Vystudoval I. české gymnasium v Brně a vyšší hospodářskou školu v Přerově. Po jejím absolvování sloužil jeden rok prezenční služby u vozatajstva v Praze a poté se stal aktivním důstojníkem. Po skončení první světové války odešel na odpočinek jako rytmistr vozatajstva ve výslužbě a žil ve Vídni.
Oženil se ještě před první světovou válkou, vzal si vdovu po bankéři (vdovské jméno Mery Mediánská), která byla velmi bohatá. Byla Němka a pocházela z Budína, česky vůbec neuměla. Spolu pak hodně cestovali po Evropě.[zdroj?]
Pilnáček se intenzivně zajímal o moravskou topografii, heraldiku a genealogii. Přes nedostatečnou odbornou průpravu upozornil na řadu důležitých pramenů pro lokální dějiny a vlastivědu a jeho práce jsou dodnes využívány.
Výsledky své práce uveřejňoval v Časopise vlasteneckého muzea v Olomouci, v Časopise rodopisné společnosti československé v Praze, ve Vlastivědném věstníku moravském a jinde.
Ve své závěti odkázal celý svůj majetek (bytové zařízení, velkou odbornou knihovnu, obsáhlou literární pozůstalost, pohledávky po honorářích ve výši 100 000 Kčs) zemskému archívu v Brně.

## Dílo
- Královéhradecké, chrudimské, pražské a jiné rodiny erbovní a měšťanské (1919),
- Dějiny rodu Pilniaczků z Radostic a svobodnické rodiny Pilniaczků (1920),
- Paměti městyse Černé Hory (1926),
- Rodokmen a vývod T. G. Masaryka (1927),
- Paměti města Blanska a okolních hradů (1927),
- Nový hrad u Blanska (1927),
- Adamovské železárny 1350–1928 (1928),
- Genealogie Podstatských z Prusinovic (1929),
- Staromoravští rodové (1930),
- Genealogie Lipovských z Lipovic (1936)
- 250 let blanenských železáren 1698–1948 (1948)

Poslední dílo, které dokončil, jsou Slezské rody – to psal pro Studijní ústav slezský v Opavě a obsahuje množství genealogických vývodů.
V roce 2009 vyšla publikace Občanské znaky, kterou vydavatel sestavil na základě autorovy sbírky občanských znaků. Obsahuje 1738 hesel. V publikaci je barevná autorova malba znaku a pak následují údaje o uživateli znaku a jeho rodině, odkazy na použité prameny a literatura.